# Дніпро-1 (жіночий футбольний клуб)
ЖФК «Дніпро-1» — український жіночий футбольний клуб з міста Дніпро. 

## Колишні назви

Емблема футзального клубу «Злагода» (Дніпро)

- 2008—2011: футзальний клуб «Олімпік» Дніпропетровськ

- 2012—2016: футзальний клуб «Злагода» Дніпро

- 2017—2021: жіночий футбольний клуб «Злагода-Дніпро-1»

- 2021—2024 : жіночий спортивний клуб «Дніпро-1»

## Історія
Під назвами «Олімпік» та «Злагода» футзальна команда успішно виступала у вищій лізі України з футзалу, де два рази вигравала срібні медалі чемпіонату.
У 2016 році «Злагода» вже як футбольний клуб брала участь у першій лізі чемпіонату України з футболу серед жінок та одразу ж стала там срібним призером. Цей результат дозволив команді на наступний сезон кваліфікуватись до вищої ліги.
Чемпіонат України з футболу серед жінок—2017 команда з Дніпра вже проводила в елітному дивізіоні, де в своєму дебютному на вищому рівні сезоні посіла 6 місце серед 9 кращих команд країни.
У 2019 році «Злагода» дійшла до півфіналу кубка України, де поступилася майбутнім переможницям турніру — харківському «Житлобуду-1».
У 2020 році спортивний клуб  «Дніпро-1» оголосив про майбутню співпрацю з командою та розпочав її повний ребрендинг, включно з новою назвою, кольорами форми та логотипом. Цьому сприяло рішення виконкому ФФУ, в якому було затверджено нову стратегію розвитку жіночого футболу, що передбачала обов'язкову наявність жіночих команд для всіх клубів з чоловічої прем'єр-ліги. 
За роки виступів під емблемою «Дніпро-1» найкращим результатом для команди стало шосте місце в чемпіонаті України у сезоні 2022—23 років.
У 2024 році жіноча команда «Дніпро-1» хоч і заявилась на новий сезон, але через фінансові труднощі не зіграла в чемпіонаті жодного матчу. Влітку керівництво СК «Дніпро-1» офіційно оголосило про те, що повністю припиняє фінансування своєї жіночої команди.

## Досягнення
Футбол:
- Кубок України:
  - Півфіналіст (2): 2019, 2023
- Перша ліга України:
  -  Срібний призер (1): 2016

Футзал:
- Вища ліга України:
  -  Срібний призер (2): 2010, 2012
  -  Бронзовий призер (2) : 2013, 2015